# Taterillus
Taterillus — рід підродини Піщанкові (Gerbillinae).

## Види
- Taterillus arenarius (Robbins, 1974)
- Taterillus congicus (Thomas, 1915)
- Taterillus emini (Thomas, 1892)
- Taterillus gracilis (Thomas, 1892)
- Taterillus harringtoni (Thomas, 1906)
- Taterillus lacustris (Thomas & Wroughton, 1907)
- Taterillus petteri (Sicard, Tranier & Gautun, 1988)
- Taterillus pygargus (F. Cuvier, 1838)
- Taterillus tranieri (Dobigny, Granjon, Aniskin, Ba & Volobouev, 2003)

## Опис
Довжина голови й тіла від 10 до 14 см, довжина хвоста від 14 до 17.5 см і вага до 50 гр. Тіло струнке, з загостреною мордою, очі та великі вуха. Лапи вузькі і витягнуті. Підошви ніг темні й голі, за винятком тонкої смужки тонких волосків, яка від п'яти на носка. Хвіст довший голови і тіла, він густо вкритий волосками і зазвичай закінчується пучком довгих волосків. Самиці мають дві пари грудних і 2 пари пахових молочних залоз. Зубна формула: 1/1, 0/0, 0/0, 3/3 = 16.

## Поширення
Проживає на південь від Сахари. Живе в основному в сухих кущистих саванах. Вони також були знайдені в сухих і вологих лісах. 

## Звички
Ці тварини копають підземні нори і в основному активні вночі. Їх раціон складається в основному з насіння і комах. Кожен індивідуум має своє оселище, але області проживання самців і самиць перекриваються.
Молодь народжуються в сиру погоду з вересня по березень. Самиці можуть мати кілька приплодів протягом цього періоду. Після вагітності близько трьох тижнів, чотири дитинча зазвичай народжується. Після того, як молодь залишає матір, їм потрібно від близько 3 до 5 місяців, поки вони не можуть встановлювати свої власні території.